# Castellà del País Valencià
El castellà del País Valencià és el conjunt de varietats lingüístiques parlades a l'oest, sud-oest i sud (amb algunes illes lingüístiques dins del domini lingüístic del valencià), que presenta una sèrie de trets comuns o compartits amb les regions frontereres d'Aragó, Castella-La Manxa i la Regió de Múrcia. Els trets lingüístics dels diferents territoris no són uniformes, així trobem el panotxo al sud, i el xurro al nord.

## Límits del domini
L'àmbit lingüístic del castellà al País Valencià, amb 9.956 km², no es correspon amb cap divisió supramunicipal, i només en huit comarques tots els seus municipis són, històricament, castellanoparlants: l'Alt Millars, l'Alt Palància, els Serrans, el Racó d'Ademús, la Plana d'Utiel, la Foia de Bunyol, la Vall de Cofrents i la Canal de Navarrés; a les comarques del Vinalopó i el Baix Segura els municipis castellanoparlants compartixen comarca amb municipis valencianoparlants.
A banda hi ha nombroses illes lingüístiques: pobles i municipis de les dues llengües que compartixen municipi o/i comarca. Des dels Ports fins al Baix Segura, figuren com a castellanoparlants: Olocau del Rei (els Ports); l'Alcúdia (-l'Alcúdia de Veo-, Plana Baixa); Gàtova, Marines, Marines Vell (Marines), Domenyo, Loriguilla i Sant Antoni de Benaixeve (Camp de Túria); Sant Isidre de Benaixeve (Montcada, Horta Nord); Tous (Ribera Alta); la Encina (Villena), Villena, Saix i Salines (Alt Vinalopó); Elda, Asp, Montfort i Orito (Vinalopó Mitjà); Sant Felip Neri i les Casiques (Crevillent, Baix Vinalopó) i tots els municipis del Baix Segura excepte Barba-roja (Oriola) i Guardamar del Segura.
D'entre les comarques castellanoparlants, n'hi ha que ho són perquè foren repoblades majoritàriament per aragonesos, d'altres on la repoblació fou majoritàriament catalana però la població morisca era major, i després de l'expulsió del 1609 fou repoblada de nou amb gent vinguda d'indrets castellanoparlants, i per acabar hi ha ciutats com Villena o la comarca de la Plana d'Utiel, que originàriament pertanyien al Regne de Castella.

## Sector Nord

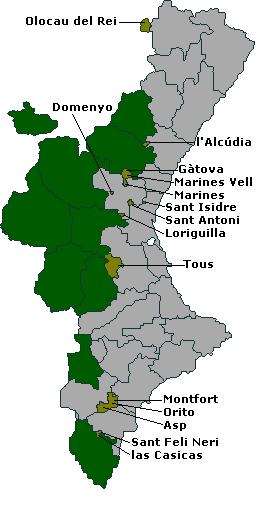
Territori i illots lingüístics del castellà al País Valencià

Al sud del Penyagolosa, als terrenys reconquerits pel sayyid Abú Zayd i el seu capità Eximén Pérez d'Arenós, que constituïren després l'enclavament que la Diòcesi de València tenia a l'Alt Millars, entre les de Tortosa i Sogorb, així com en tota l'àrea tradicional del Bisbat de Sogorb, que comprenia, a més dels pobles de la Vall de Sogorb en la conca alta del Palància, la comarca dels Serrans i el Racó d'Ademús.
La frontera del valencià coincidia amb el sector meridional de l'antiga demarcació de la Diòcesi de Tortosa. Encara que en eixa zona muntanyosa de l'interior del Regne de València la població musulmana era majoritària, es van establir nuclis d'aragonesos arran de la conquesta cristiana, i així Malefa (o Vilafermosa) va ser colonitzada en 1242 i també Arenós; Xèrica es va colonitzar en 1249 i Begís en 1276; Ademús ho havia sigut en 1210, però Xelva no ho seria fins a 1370. Encara que sempre van pertànyer a la diòcesi de València, també són serrans i van ser poblats amb aragonesos, el Villar de Benaduf en 1323 i Xulilla en 1370; també a Bunyol va establir Ferrandis d'Híxar cristians aragonesos als voltants de 1300.
Per tant, totes estes comarques del nord-oest, que formaren part del Regne de València des de la seua creació, van ser poblades amb aragonesos, que en aquell moment ja parlaven castellà, però amb moltes característiques de l'aragonès. Totes elles limiten amb Aragó, excepte la Foia de Bunyol. Avui en dia es parla un castellà farcit d'aragonesismes i barrejat amb paraules valencianes, que rep el nom de castellà xurro. A estes comarques se les anomena, col·loquialment, comarques xurres.
La parla d'estos valencians ponentins, popularment anomenats xurros, hui en dia comença a estar bastant anivellada amb el castellà estàndard (sobretot la dels més joves), però durant molts segles, tot i ser de base castellana, conservava en el seu lèxic bastants aragonesismes i estava plagada de valencianismes, que augmentaven, naturalment, en els municipis de les comarques immediates a la frontera lingüística. Durant l'època foral, fins al segle xvii, la documentació dels arxius civil i eclesiàstics d'esta regió de l'interior, si no estava en llatí estava en valencià, la llengua oficial del regne, i no en la vernacla d'estes comarques, ja que ací la diglòssia afavoria al valencià, perquè el sector litoral, a més de tindre el poder polític, estava molt més desenvolupat tant en l'ordre cultural com en l'econòmic.
A bastants sectors fronterers es practica el sesseig, és a dir, es pronuncia s al resultat de ce, ci llatins i per tant, pronuncien com en valencià sinco, dies, sien, en lloc de la forma estàndard per al castellà cinco, diez, cien (però amb l'excepció de les paraules doce i trece que es pronuncien amb la mateixa articulació interdental fricativa sorda en el castellà estàndard espanyol). El sesseig es practica a tota la Vall de Sogorb (Alt Palància), a la microcomarca d'el Villar (els Serrans) i a la Conca de Xiva i la Foia de Bunyol.
A més, en este sector a voltes la f- llatina inicial es pronuncia aspirada velar amb fricació aspra (igual a la j del castellà estàndard espanyol, articulació representada ací amb la lletra h) en veus que el castellà conserva la f-, com huersa, per fuerza, huente per, fuente, huí per fui, huego per fuego, hebrero per febrero, Helipe per Felipe, etc. Així com moltes altres alteracions fonètiques de tipus aragonès (trai, gotear, piazo, perdiu, maríu, añudáu, etc.). Mereix una atenció especial la parla local de Fanzara, que sesseja però manté la distinció etimològica entre la sibilant sorda i la sonora, és a dir, el fanzarí articula amb s fricativa apicoalveolar plana sorda (que entre vocals es representa ací amb el dígraf ss), tant veus com massa, passá, saco, mes, com brasso, cabeza, dulse, crus, però pronuncia amb s fricativa apicoalveolar plana sonora (que ací representarem amb s simple entre vocals i amb z darrere de consonant igual que en l'ortografia catalana), en paraules com queso, iglesia, mesa, i també senisa, besino, cosina, quinze, onze, azeite.. etc. El fanzarí, a més, no pronuncia la –r a final de paraula.
D'altra banda, el lèxic d'estes comarques està ple de valencianismes: budillo (budell), tovo (tou), piñuelo (pinyol), lansuelo (llençol), cado (cau), calbote (calbot), rebuche (rebuig), finestrón (finestró), fustero (fuster), ferrero (ferrer), choquero (jóc o joquer), plegar (arreplegar), clote (clot), trullo (trull), grellas (graelles), fresuelos (fesols), pésoles (pésols) bajocas (bajoques), etc.

## Sector central
Més enllà del riu Xúquer, a l'oest i al sud del Massís del Caroig, les parles locals i comarcals tenen una base castellana. Així, a la Valle de Cofrents (Vall de Cofrents), a l'oest del Massís del Caroig, que arran de la conquesta va pertànyer a la corona de Castella durant el segle xiii, es parla castellà amb trets manxecs, i és molt susceptible l'aspiració de la –s final de sílaba interior (tret característic del castellà peninsular meridional), i diuen bohque, cahco, cehto, cahpa, cahtillo i Ehpaña, en lloc de bosque, casco, cesto, castillo i España, fenomen que registra també la Plana d'Utiel, que pertanyia a Castella fins a mitjans del segle xix. De gran interés per als dialectòlegs són les parles dels pobles de la Vall d'Énguera i la Canal de Navarrés estricta, al sud del Massís del Caroig. Alfons X de Castella havia ocupat subreptíciament Énguera en 1243, i encara que va haver de cedir-la a Jaume I en 1244, en virtut dels tractats, van romandre en aquella vila els castellans que hi havien establert els santiaguistes d'Alfons X. Encara que tot el domini lingüístic castellà ha sigut identificat amb la b bilabial fricativa, en la Canal de Navarrés es conserva la v labiodental etomològica, i diuen cavallo, haver, dever, invierno, arrova, cantava, vino, etc. Mentre que pronuncien amb b bilabial oclusiva (igual que la francesa o la italiana) cabeza, loba, pueblo, biga, etc.
Totes estes parles comarcals practiquen la distinció entre les sibilants sordes i les sonores. A la Vall d'Énguera (Énguera, Navalón…) i a la Canal de Navarrés (Anna, Xella…) hi ha sesseig, i així ho pronuncien fricativa apicoalveolar plana sorda en veus com passar, aprisa, bessones, saco, però esta articulació és sonora en paraules com beso, queso, deseo, presón, quisiendo, etc. A la Vall d'Énguera a més es practica la distinció etimològica entre les sibilants apicoalveolars planes (com la s valenciana sorda o sonora, i la s sorda castellana) resultants de s llatina, i altres sibilants predorsodentals convexes (paregudes a les del francés i l'andalús, que ací es representa amb la lletra ç quan és sorda i amb la lletra z quan és sonora), resultants de ce, ci i ti llatines, i així pronuncien: çigrón, caçerna, lançuelo, dolço, adaçe, açúcar, raíç, però onze, doze, vezino, cozina, zagal, raízes, etc. A la Canal de Navarrés estricta, com se sesseja, la sibilant en estes veus manté la seua sonoritat però té una articulació apicoalveolar plana. Entre les particularitats morfològiques d'esta parla comarcal, val citar un perfet perifràstic, ayer voy cantar, vas cantar, va cantar, vamos cantar, vais cantar, per canté, cantaste, etc. També la conservació de la partícula pronòmino-adverbial ende derivada del llatí inde: si tienes ambercoques dam'ende tres; no te'n quiero dar... etc.

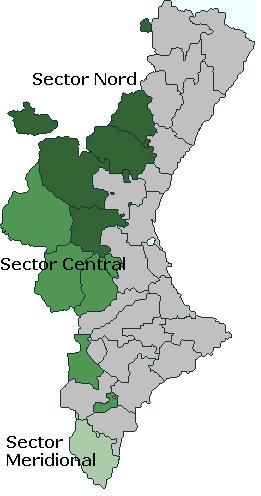
Sectors lingüístics del castellà al País Valencià

També es parla castellà amb trets manxecs a l'Altiplà de Villena (Alt Vinalopó), que va pertànyer a Castella fins després del primer terç del segle xix. A més d'Elda i Salines, encara que des de 1304 pertanyen a l'antic Regne de València, parlen també castellà, però amb sesseig i amb bastants valencianismes lèxics. El mateix castellà sessejant es parla a l'illot lingüístic que formen els termes municipals d'Asp i Montfort, municipis envoltats completament per altres on la llengua pròpia és el valencià. Sembla poc probable que el castellà d'estes viles estiga relacionat amb la parcial colonització castellana de la Vall del Vinalopó en el segle xiii, promoguda per Alfons X el Savi i el seu germà Don Manuel, quan va pertànyer transitòriament a Castella esta part meridional del País Valencià, al sud de la línia Biar-Busot/la Vila Joiosa, que després va constituir la governació foral de Dellà lo riu de Xixona i el bisbat d'Oriola; menys arriscat és suposar-lo relacionat amb la repoblació subsegüent a l'expulsió dels moriscos en 1609.

## Sector Meridional
La penetració del castellà murcià en l'Horta d'Oriola (Baix Segura), no iniciada fins al segle xvii, es consuma en el segle xviii. L'expulsió dels moriscos de l'Horta d'Oriola i la terrible pesta de mitjan segle xvii, van afavorir la immigració de gent provinent de la Regió de Múrcia, així com la dessecació dels saladars pel cardenal Belluga en la centuria següent. Els documents públics d'Oriola no es van escriure en castellà fins a principis del segle xviii. La parla oriolana, s'anomena popularment panotxo –com a l'Horta de Múrcia-, és sessejant, a diferència del murcià general, i coincidident amb el castellà d'Elda, Salines, Asp, Orito i Montfort, és a dir, de les poblacions que van ser sempre del Regne de València. En posició final de síl·laba la –s s'aspira davant consonant sorda i tendix al rotacisme davant consonant sonora no nasal, i així es diu carrahca, espejo, cahtillo, però derde, murlo, garnate, jurgau.. etc. En molts altres casos la –s final s'assimila a la consonant següent però ensordint-se tota l'articulació, i així pronuncien: effocau, per desbocado; effarar, per resbalar; dof botellas, per dos botellas; laf fotas, per las botas; enhharrar (la h representa ací el so fricatiu velar sord de j en castellà estàndard espanyol) per desgarrar; doh hatos, per dos gatos; lah horras, per las gorras, etc.
El vocabulari del castellà del sector meridional, més encara que el murcià general, està ben farcit de valencianismes, alguns comuns a l'aragonès, com: falsido (farcit), fito a fito (fit a fit), fosca, llampo (llamp), llobarro, llosca (llesca), micheta (mitgeta), rebuche (rebuig), nacha (natja), sucha (sutja), grillas (graelles), trullo (trull), cadel (cadell), gargamel (gargamell), canute (canut), trenque (trenc), rento (rent), embolico (embolia), galle (gallet), etc. En el lèxic de l'Horta d'Oriola apareixen bastants mossarabismes, molts d'ells comuns amb el valencià, com corbo, gorgo, regomello, bresquilla, barchilla, sernacho, serriche, abadol… i també crida l'atenció la gran quantitat d'arabismes, quasi tots comuns al valencià meridional, alfarraso, aladroque, alficós, alcasil, bacora, corfa, dula, falca, jaloque, lebeche, marguán, marraja, rejoleta, safa, safariche, tabaque, etc.
Un tret característic de tota esta zona i que inclús traspassa la frontera lingüística i entra en Alacant, Elx o Crevillent, és l'ús del mot Lo, genuí de les hortes d'Oriola i Múrcia i és un possessiu cadastral que ve a significar el que pertany a. Tota esta zona costanera havia estat morisca i fins a la seua expulsió, devien ser molts els xicotets nuclis habitats per ells al llarg de la franja costanera. La Devesa de Campoamor, per exemple, es va anomenar "Matamoros" i hi ha moltes reminiscències que conserven el vocable "moro" en fonts, famílies, etc. Els tractats de propietat s'estenien a les terres conquerides per raons diverses, però sempre a favor de determinats senyors. En algunes zones estos tractats van donar lloc a una expressió concreta com evolució de l'original. És el cas de Mallorca, que conserva el Son com evolutiu d'"això és de..." o, cosa que és el mateix, "això pertany a ...": Son Ferrer, Son Sant Joan, etc. Al sud del País Valencià, en canvi va prevaldre el Lo com a signe de propietat: Lo de Die, Lo Morant, Lo Reus, Lo Miñana, Lo Álvarez, Lo Morán, Lo Cruz, Lo Pagan, etc.

## Estudi
El primer estudi sobre el castellà de l'interior valencià fon publicat el 1959 pel llavors cronista del Villar, Vicente Llatas Burgos. Des de la proliferació de les xarxes socials, diversos portals han recuperat paraules més o menys en desús, destacant-ne el recull de Toni Porta. Des de la celebració, el 2010, de les primeres jornades dedicades als altres parlars valencians, s'ha utilitzat la paraula xurro per a definir el conjunt de parles híbrides valencianes amb base castellano-aragonesa i castellano-murciana, afegint-se després el grup valenciano-aragonés, propi dels Serrans.